# Charles McDougall
Charles McDougall (* 1962 oder 1963 in Liverpool, England) ist ein britischer Regisseur und Emmy-Preisträger.

## Leben und Karriere
Charles McDougall wurde 1962 oder 1963 in Liverpool, England geboren. Nach seiner Schulzeit besuchte er die National Film and Television School in Beaconsfield und wurde dort zum Regisseur ausgebildet. Seine ersten Arbeiten waren in britischen Serien wie Für alle Fälle Fitz und Queer as Folk. 1996 führte er beim Fernsehfilm Das Fußballdrama von Sheffield, der auf den wahren Begebenheiten der Hillsborough-Katastrophe von 1989 basiert, Regie. Dafür gewann der Film im folgenden Jahr einen BAFTA-Award in der Kategorie Best Single Drama. von 2000 bis 2002 führte er bei sechs Episoden der Fernsehserie Sex and the City Regie, wofür er bei der Primetime-Emmy-Verleihung 2001 in der Kategorie Outstanding Directing for a Comedy Series nominiert wurde. In dieser Kategorie gewann McDougall bei der Verleihung 2005 für seine Inszenierung der Pilotfolge der Dramaserie Desperate Housewives den Preis. Es folgten mehrere Regiearbeiten an verschiedenen Fernsehserien wie The Office, Big Love, Die Tudors, Good Wife, House of Cards und The Mindy Project. 2011 und 2014 inszenierte er auch die Pilotfolgen von The Chicago Code und Resurrection.

## Filmografie (Auswahl)
- 1992: Inside Out (2 Episoden)
- 1993: Für alle Fälle Fitz (Cracker, 2 Episoden)
- 1996: Das Fußballdrama von Sheffield (Hillsborough, Fernsehfilm)
- 1999: Queer as Folk (4 Episoden)
- 1999: Tube Tales (Fernsehfilm)
- 1999: Heart – Jeder kann sein Herz verlieren (Heart)
- 2000: Wonderland
- 2000–2002: Sex and the City (6 Episoden)
- 2004: Desperate Housewives (Episode 1x01)
- 2005–2012: The Office (8 Episoden)
- 2006: Big Love (2 Episoden)
- 2007: Die Tudors (2 Episoden)
- 2009: Good Wife (The Good Wife, 2 Episoden)
- 2009, 2011: Parks and Recreation (2 Episoden)
- 2011: The Chicago Code (Episode 1x01)
- 2012–2013: The Mindy Project (3 Episoden)
- 2013: House of Cards (Episoden 1x07–1x08)
- 2014: Resurrection (Episode 1x01)

## Auszeichnungen und Nominierungen
| Jahr | Auszeichnung               | Für                            | Kategorie                                            | Resultat  |
| ---- | -------------------------- | ------------------------------ | ---------------------------------------------------- | --------- |
| 1997 | BAFTA-Award                | Das Fußballdrama von Sheffield | Best Single Drama                                    | Gewonnen  |
| 2001 | Emmy                       | Sex and the City               | Outstanding Directing for a Comedy Series            | Nominiert |
| 2005 | Emmy                       | Desperate Housewives           | Outstanding Directing for a Comedy Series            | Gewonnen  |
| 2005 | Directors Guild of America | Desperate Housewives           | Outstanding Directorial Achievement in Comedy Series | Nominiert |